# アナログタロウ 痛快!アナログヒッパレ〜♪
『アナログタロウ 痛快!アナログヒッパレ〜♪』は、かしわプロダクション制作による日本の地方民間放送ラジオ局で放送されている音楽番組である。

## 概要
ピン芸人のアナログタロウが、独特なユーモアを絡ませながら、昭和・平成初期のころを中心としたアナログレコードの懐メロを紹介する「クスッと笑える音楽番組」である。

## ネット局
現在
（2025年4月7日現在。放送尺・時間は各放送局の編成によって異なる）
- 北海道放送（2025年4月2日より毎週水曜15:35頃、カーナビラジオ午後一番!に内包）
- IBC岩手放送
- 山梨放送
- 静岡放送
- 福井放送
- ABCラジオ（2025年4月7日 - 月曜 20:30 - 20:50 ※以前放送された時期あり）
- 熊本放送
- 琉球放送（2025年4月6日 - 日曜 23:00 - 23:30）

過去
- 秋田放送
- 新潟放送
- RSKラジオ
- 山口放送
- 高知放送